# حصن سمائل
 حصن سمائل  حصن تاريخي في ولاية سمائل في سلطنة عمان  ويعود تاريخه لأكثر من 300 سنة، ونظرا لأهميته التاريخية، سعت وزارة التراث والثقافة إلى ترميمه وتأهيله بما يتناسب مع مكانته التاريخية. وقد انتهت أعمالالصيانة نهاية شهر ديسمبر 2008م، وأصبح صالحا لاستقبال زواره من السياح. 

## المساحة والمحتويات
وتبلغ مساحة الحصن الإجمالية أكثر من 10 آلاف متر مربع، ويتكون الحصن من ثمانية أبراج، ما بين دائرية ونصف دائرية ومربعة، توزعت بين أوساط جدران الحصن، وكانت الأبراج تستخدم في الدفاع عن الحصن. وتجري عمليات الترميم بمواد البناء المحلية مثل : الصاروج العماني والحصى والطين وجذوع النخيل، وأخشاب البامبو.
قامت وزارة التراث والثقافة بترميمه مستخدمة في بنائه الحصى والطين والصاروج والخشب والجص، وزودته بالخدمات اللازمة بالطريق المعبد والماء والكهرباء
ويعد حصن سمائل أعظم بناء تاريخي بالولاية ولا يوجد لبنائه تاريخ محدد، وتعتبر جهة باب الحصن من الشرق إلى الغرب من عهد السيد عبد العزيز بن سلطان البوسعيدي.
يحتوي على العديد من الغرف ومخازن للمؤن ومسجد للصلاة ومدرسة للقرآن الكريم متجاوران ويمتد سوره فوق الجبال المحيطة به وتنتشر الأبراج في زواياه الأربع وقد كان في الماضي مثل الحصون الأخرى مقرًا للوالي وللقاضي وللتقاضي في البرزة التي يتم فيها النظر في القضايا المختلفة والتي تعنى بشؤون الناس في ذلك الوقت.